# Spiros Simitis

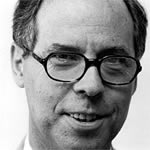
Spiros Simitis, vor 2004

Spiros Simitis (griechisch Σπύρος Σημίτης Spyros Simitis; * 19. Oktober 1934 in Athen; † 18. März 2023 in Königstein im Taunus) war ein griechisch-deutscher Jurist und Hessischer Datenschutzbeauftragter. Er war der Bruder des Politikers Konstantinos Simitis, Ministerpräsident Griechenlands von 1996 bis 2004.

## Lebenslauf

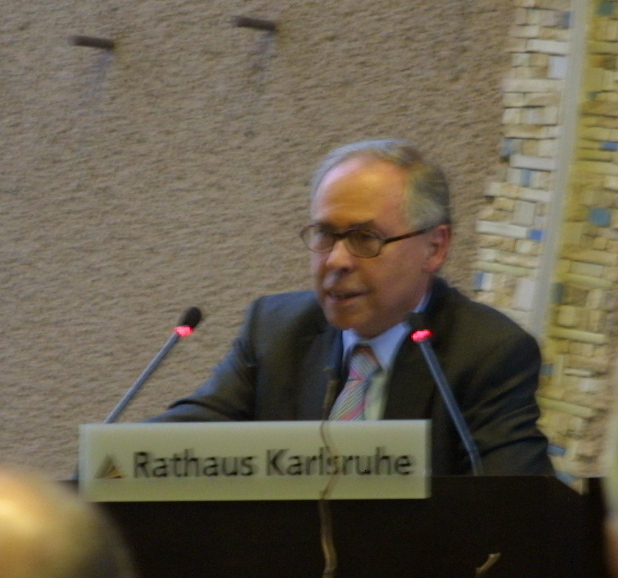
Spiros Simitis auf einer Festveranstaltung 2008

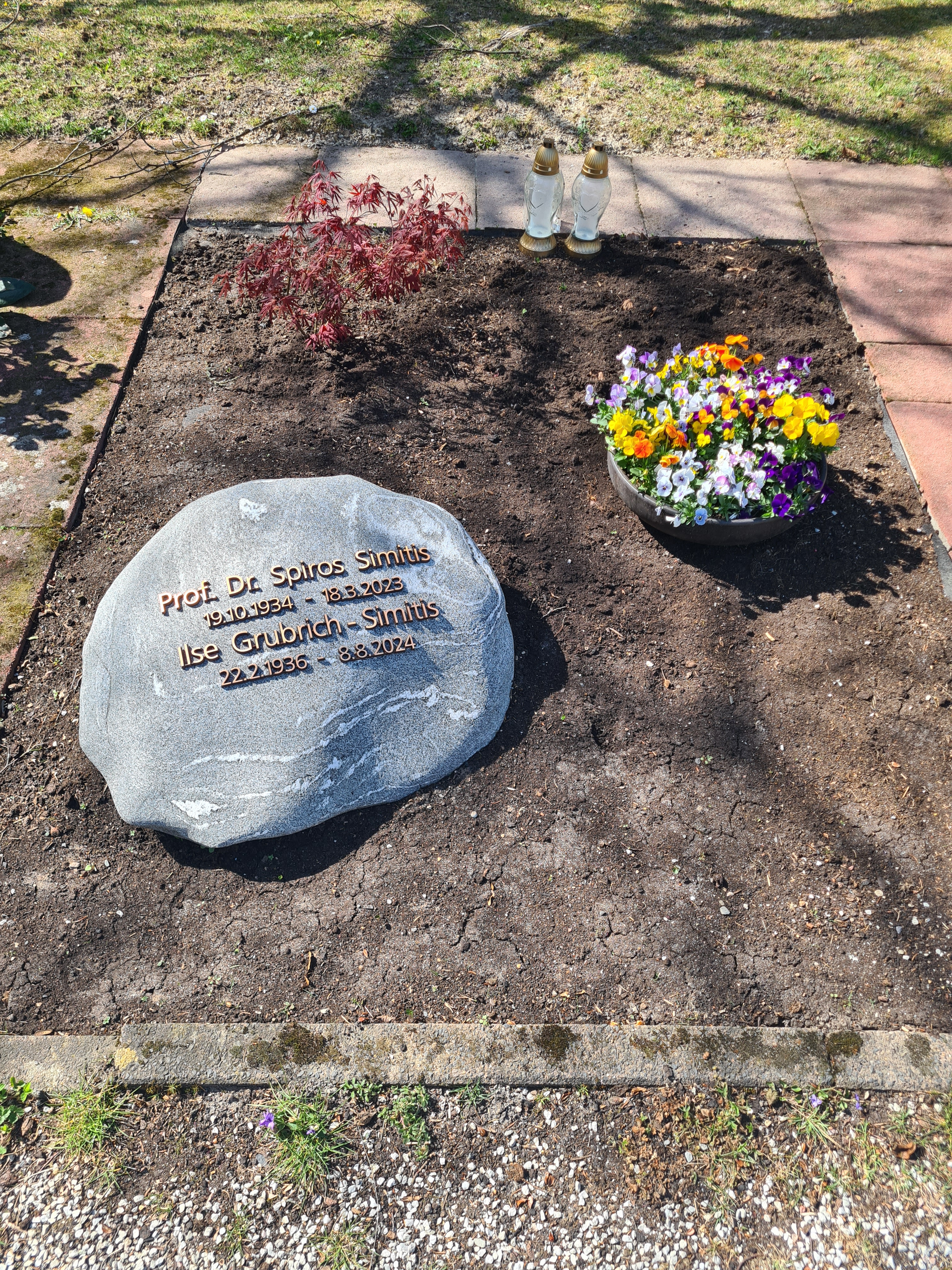
Das Grab von Spiros Simitis und seiner Ehefrau Ilse Grubrich-Simitis auf dem Friedhof Falkenstein in Königstein im Taunus

Spiros Simitis kam nach dem Schulbesuch in Athen, wie auch sein Bruder Konstantinos, zum Studium in die Bundesrepublik Deutschland. Beide studierten an der Philipps-Universität in Marburg, Spiros Simitis von 1952 bis 1956 Rechtswissenschaften. Nach dem Studium promovierte er über die „Faktischen Vertragsverhältnisse“ und war dann bis 1962 als wissenschaftlicher Assistent an der Johann Wolfgang Goethe-Universität Frankfurt am Main tätig, wo er sich anschließend habilitierte.
Von 1964 bis 1969 war Simitis Professor für Bürgerliches Recht, Handels- und Wirtschaftsrecht sowie Internationales Privatrecht an der Justus-Liebig-Universität Gießen. Seit 1969 war er Professor für Arbeitsrecht, Bürgerliches Recht und Rechtsinformatik mit einem Schwerpunkt auf dem Thema Datenschutz an der Johann Wolfgang Goethe-Universität Frankfurt. Außerdem war Spiros Simitis Direktor der Forschungsstelle für Datenschutz an der Universität Frankfurt und Gastprofessor u. a. an den Universitäten Yale (seit 1980) und Paris (seit 1990).
Simitis war der Verfasser des Hessischen Datenschutzgesetzes und wird daher auch als „Vater des Datenschutzes“ bezeichnet. 1975 nahm der gebürtige Grieche die deutsche Staatsangehörigkeit an. Simitis war von 1975 bis 1991 Hessischer Datenschutzbeauftragter.
1977 war er als Anwärter für das neu geschaffene Amt des Bundesdatenschutzbeauftragten (BfD) im Gespräch. Auf Grund seiner Erfahrungen als hessischer Datenschutzbeauftragter galt er als ideale Besetzung. Simitis lehnte den Ruf nach Bonn jedoch ab. Seiner Meinung nach war die BfD-Dienststelle personell unzureichend ausgestattet und zudem zu eng mit dem Bundesinnenministerium verbunden. Daraufhin wurde das Amt dem Juristen Hans Peter Bull übertragen.
Spiros Simitis war verheiratet mit der Psychoanalytikerin und Sigmund-Freud-Forscherin Ilse Grubrich-Simitis. Er starb am 18. März 2023 nach jahrelanger, schwerer Krankheit in Königstein im Taunus. Der Publizist Heribert Prantl zählte ihn in einem Nachruf „zu den Gelehrten, die die Geschichte der Bundesrepublik geprägt haben“.

## Mitgliedschaften und Kommissionen
Seit 1966 war Spiros Simitis Mitglied des Deutschen Rates für Internationales Privatrecht. Von 1966 bis 1980 war er Generalsekretär der Internationalen Zivilstandskommission und von 1975 bis 1991 Hessischer Landesbeauftragter für den Datenschutz. Außerdem war er von 1979 bis 1982 Mitglied der Deputation des Deutschen Juristentages und von 1982 bis 1986 Vorsitzender der Expertenkommission für Datenschutzfragen des Europarats. Seit 1988 war er ständiger Berater der EG-Kommission in Datenschutzfragen. Von 1990 bis 1996 war er Mitglied des Forschungsrates des Europäischen Hochschulinstituts in Florenz, 1994 Berater des Internationalen Arbeitsamtes für die Ausarbeitung einer Regelung des Arbeitnehmerdatenschutzes, von 1998 bis 1999 Vorsitzender der High-Level-Experten-Kommission der EG-Kommission zur Grundrechtecharta, von 1999 bis 2001 Mitglied der Strategiekommission zur weiteren Entwicklung des Europäischen Hochschulinstituts Florenz und 2001 folgte durch Beschluss des Bundeskabinetts die Berufung zum Mitglied des Nationalen Ethikrates, als dessen Vorsitzender er bis 2005 amtierte. Von 2008 bis 2012 war er erneut Mitglied dieses inzwischen in Deutscher Ethikrat umbenannten Gremiums.
In seiner beruflichen Laufbahn erhielt Simitis eine Reihe von Ehrungen durch internationale Kommissionen und Universitäten. So war er seit 1992 Ehrendoktor der Demokrit-Universität Thrakien und seit 2003 Ehrendoktor der Universität Athen, außerdem seit 2002 Ehrenmitglied der Deputation des Deutschen Juristentages und seit 2003 Korrespondierendes Mitglied der Akademie von Athen.

## Schriften
- Rechtliche Anwendungsmöglichkeiten kybernetischer Systeme. In: Recht und Staat in Geschichte und Gegenwart, 322. Mohr Siebeck, Tübingen, 1966.
- Kommentar zum Bundesdatenschutzgesetz. Nomos-Verlags-Gesellschaft, Baden-Baden 1978, ISBN 3-7890-0357-3 (7., neu bearbeitete Auflage. ebenda 2011, ISBN 978-3-8329-4183-3).
- Zur Verrechtlichung der Arbeitsbeziehungen. In: Friedrich Kübler (Hrsg.): Verrechtlichung von Wirtschaft, Arbeit und sozialer Solidarität. Vergleichende Analysen. Nomos-Verlags-Gesellschaft, Baden-Baden 1984, ISBN 3-7890-1015-4, S. 73–165.
- Kindschaftsrecht – Elemente einer Theorie des Familienrechts. In: Albrecht Dieckmann, Rainer Frank, Hans Hanisch, Spiros Simitis (Hrsg.): Festschrift für Wolfram Müller-Freienfels. Nomos-Verlags-Gesellschaft, Baden-Baden 1986, ISBN 3-7890-1244-0, S. 579–616.
- Die verordnete Sprachlosigkeit: das Arbeitsverhältnis als Kommunikationsbarriere. In: Willy Brandt, Helmut Gollwitzer, Johann Friedrich Henschel (Hrsg.): Ein Richter, ein Bürger, ein Christ. Festschrift für Helmut Simon. Nomos-Verlags-Gesellschaft, Baden-Baden 1987, ISBN 3-7890-1468-0, S. 329–358.
- Lob der Unvollständigkeit: Zur Dialektik der Transparenz personenbezogener Informationen. In: Herta Däubler-Gmelin, Klaus Kinkel, Hans Meyer, Helmut Simon (Hrsg.): Gegenrede. Aufklärung – Kritik – Öffentlichkeit. Festschrift für Ernst Gottfried Mahrenholz. Nomos-Verlags-Gesellschaft, Baden-Baden 1994, ISBN 3-7890-3369-3, S. 573–592.
- mit Ulrich Dammann: EG-Datenschutzrichtlinie. Kommentar. Nomos-Verlags-Gesellschaft, Baden-Baden 1997, ISBN 3-7890-4517-9.
- Internet oder der entzauberte Mythos vom „freien Markt der Meinungen“. In: Heinz-Dieter Assmann, Georgois Gounalakis, Thomas Brinkmann, Rainer Walz: Wirtschafts- und Medienrecht in der offenen Demokratie. Freundesgabe für Friedrich Kübler zum 65. Geburtstag. Müller, Heidelberg 1997, ISBN 3-8114-9097-4, S. 285–314.
- Auf dem Weg zu einem neuen Datenschutzkonzept. In: Datenschutz und Datensicherheit. Band 24, Nr. 12, 2000, ISSN 0724-4371, S. 714–726.
- Data Protection in the European Union – The Quest for Common Rules. In: Collected Courses of the Academy of European Law. Band 8, Nr. 1, 2001, ZDB-ID 1123811-2, S. 95–141.
- Der Streit um die Stasi-Akten oder die fortschreitende Enthistorisierung des Interpretationsprozesses. In: Cornelius Prittwitz, Michael Baurmann, Klaus Günther, Lothar Kuhlen, Reinhard Merkel, Cornelius Nestler, Lorenz Schulz (Hrsg.): Festschrift für Klaus Lüderssen. Zum 70. Geburtstag am 2. Mai 2002. Nomos-Verlags-Gesellschaft, Baden-Baden 2002, ISBN 3-7890-7887-5, S. 141–151.
- Kommentar zum Datenschutzrecht – DSGVO und BDSG. Zusammen mit Gerrit Hornung und Indra Spiecker genannt Döhmann (Hrsg.). Nomos-Verlags-Gesellschaft, Baden-Baden 2019, ISBN 978-3-8487-3590-7

## Auszeichnungen
- 1981: Kommandeur des Großherzoglichen Luxemburgischen Ordens
- 1992: Hessischer Verdienstorden
- 1996: Bundesverdienstkreuz 1. Klasse
- 1999: Kommandeur der griechischen Ehrenlegion
- 2004: Offizier der französischen Ehrenlegion
- 2010: Arnold-Freymuth-Preis